# Црква Сретења Господњег у Челинцу
Црква Сретења Господњег у Челинцу је српска православна црква која припада Епархији бањалучкој. Налази се у Челинцу,Република Српска, Босна и Херцеговина. 
Градња храма Сретења Господњег у Челинцу почела је у јуну 1968. године када су освећени темељи, а у јесен она је већ покривена. Услиједили су радови на унутрашњем урећењу. Разорни земљотрес који је ово подручје погодио 27. октобра 1969. године оштетио је цркву. На захтјев црквених службеника дозвољенљ је санација. Прва литургија је служена 8. јануара 1971. године на дан Сабора пресвете Богородице, а храм је освештао епископ бањолучки Андреј 4. новембра 1973. године уз саслужење десетак свештеника.
Велика обнова цркве почела је у прољеће 2022. године. На Велику Госпојину (28. августа) 2023. године епископ бањалучки Јефрем, епископ сремски Василије (Вадић, рођен 1946. у Опсјечком код Челинца) и епископ горњекарловачки Герасим (Поповић, рођен 1972.године у Липљу Горњем код Теслића)освештали су Храм Сретења Господњег.

## Историјат
На мјесту данашњег Храма Сретења Господњег био је Храм посвећен Киријаку Отшелнику (Михољдан)сличан Храму Светог Николе у оближњем селу Јаворани.Година изградње је 1933.
9. маја 1937. године крштено је звоно, које је ливено у ливници Јовановић у Новом Саду, а тешко преко 150 кг. На њему је изливена следећа посвета: 
"Срби села Челинац Српски, Опсјечко Српско, Челинац Турски, Јунге, Штрбе и околине дароваше ово звоно својој цркви у Челинцу 15,2,1937."
Богослужење је служио свештеник г. Јово Самарџић из Бање Луке.
Кум звона био је народни посланик г. Душан Милошевић.
Михољдански храм је већ на Илиндан 1941. године по наређењу усташа порушен. Уништена је сва црквена имовина, а страдао је и свештеник Никола Пејовић.
Нова комунистичка власт проводила је веома репресивне мјере према Српској православној цркци, свештенству и вјерницима, па је дуго година након рата служба вршена на рушевинама храма у неограђеној порти у којој је био подигнут мали импровизовани звоник.
Приликом велике обнове Сретењског храма 2022. године пронађене су двије иконе из Михољске цркве, Светог Симеона Богопримца и Господа Исуса Христа, које су усташе хицима и ножевима оскрнавиле. Оне су овом приликом рестаурисане и враћене у храм.